# Biais d'équiprobabilité
Le biais d'équiprobabilité, ou  biais d'équirépartition, est un biais cognitif engendré par une mauvaise application du principe d'équiprobabilité, consistant à penser qu'en l'absence d'information, tous les cas ont la même probabilité de se produire et que « le hasard implique nécessairement l’uniformité ». Il a été défini en 1985 par Marie-Paule Lecoutre,, .
L'erreur commise vient souvent du fait que lorsqu'une expérience aléatoire présente des cas équiprobables, les expériences qui en découlent présentent des cas qui ne le sont plus forcément.

## Exemples

### Problème de la répartition des sexes de deux enfants
Un couple a deux enfants.  Quelle est la probabilité que les deux enfants soient des garçons ?
Comme il y a trois possibilités : "deux garçons", "deux filles", ou "une fille et un garçon", on a tendance à donner 1/3 comme réponse ; mais la bonne réponse (supposant l'équiprobabilité du sexe à la naissance et l'indépendance des résultats des accouchements) est 1/4, car il faut différencier les cas "fille puis garçon", et "garçon puis fille".

### Résultats d'un lancer de deux dés
Lorsqu'on lance deux dés on a tendance à penser que la somme des chiffres obtenus, allant de 2 à 12, suit une loi uniforme ; que par exemple, on a autant de chance d'obtenir 11 que 12. Or si les nombres produits par chacun des deux dés sont bien aléatoirement équirépartis, il n’en est pas de même de la somme. La somme 12 n'a qu'une possibilité sur 36 d'être obtenue, alors que la somme 11 en a deux. Dans une expérience menée auprès d'étudiants, ce biais a été constaté chez 60% d'entre eux.

### Efficacité de l'astrologie
Au sujet des horoscopes, le biais d'équiprobabilité consiste à penser qu'ils sont efficaces car les prédictions se réalisent beaucoup plus souvent qu'une fois sur deux. Or il est tout à fait possible de faire des prédictions au hasard dont la réalisation (d'au moins une d'entre elles) a une probabilité supérieure à 1/2, en les prenant suffisamment vagues et suffisamment nombreuses.

### Classification en deux groupes d'évènements non équiprobables
Un groupe de 31 types de cancers a été séparé en deux groupes : 22 d'entre eux sont dus à la malchance, et pour les neuf restants, on ne peut parler uniquement de malchance. L'erreur due au biais d'équiprobabilité serait de conclure qu'il y a 22 chances sur 31 qu'un cancer soit dû à la malchance, car certains cancers sont beaucoup plus fréquents que d'autres.

### Loi du premier chiffre significatif
Dans une série de nombres réels strictement positifs écrits en système décimal, issue de statistiques ou définie mathématiquement, on a tendance à penser que le premier chiffre significatif suit une loi uniforme. Or, en général la fréquence du premier chiffre décroit strictement en fonction de ce chiffre, et suit peu ou prou la loi de Benford affirmant que la fréquence du premier chiffre {\displaystyle c} entre 1 et 9 vaut {\displaystyle \log _{10}(1+1/c)} (et non {\displaystyle 1/9}).
Pour montrer l'absurdité de penser à l'équiprobabilité du premier chiffre on peut citer la donnée d'une liste de longueurs exprimées en kilomètres ayant exactement autant d'éléments commençant par 1, que par 2, etc. jusqu'à 9. La conversion en miles de cette liste change alors fortement ces proportions, alors qu'elle conserve son caractère aléatoire.
La mantisse d'un réel strictement positif étant définie comme le nombre contenu dans l'intervalle {\displaystyle [1,10[}, et obtenu en déplaçant la virgule après le premier chiffre significatif (par exemple, la mantisse de 0,00125 est 1,25), il est du reste démontré que si les logarithmes décimaux d'une série de réels strictement positifs ont la partie fractionnaire de leur mantisse équirépartie entre 0 et 1, les premiers chiffres de cette série suivent la loi de Benford, donc ne sont pas équiprobables.